# ديانا جلين
ديانا غلين (بالإنجليزية: Diana Glenn)‏ هي ممثلة أسترالية من مواليد 13 مارس 1974. مثلت العديد من الأفلام في السينما والتلفزيون والمسرح.

## حياتها
جلين هي من أب إنجليزي وام يونانية ولديها ثلاثة من أشقائها.هاجرت عائلتها إلى أستراليا عندما كان عمرها 14 عاما ذهبت إلى مدرسة للبنات في ملبورن درست الفنون في جامعة موناش

## وصلات خارجية
- ديانا جلين على موقع IMDb (الإنجليزية)
- ديانا جلين على موقع ألو سيني (الفرنسية)
- ديانا جلين على موقع أول موفي (الإنجليزية)
- ديانا جلين على موقع قاعدة بيانات الفيلم (الإنجليزية)
- ديانا جلين على موقع كينوبويسك (الروسية)